# ブラバム・BT58
ブラバム・BT58 (Brabham BT58) は、セルジオ・リンランドを責任者として設計されたフォーミュラ1カーで、1989年シーズンから1990年シーズンにかけてブラバムチームが使用した。最高成績は3位。

## 概要

### BT58
1988年シーズンの参戦を休止していたブラバムが、1989年にF1復帰参戦するために製作したマシン。エンジンはNAのジャッド製V型8気筒を搭載、タイヤはピレリ。
BT58を設計したセルジオ・リンランドは、1987年のブラバムでアンドレア・デ・チェザリス車のエンジニアを担当していたが、ブラバムが1年間活動休止を決めたことから誘いを受けたダラーラに移籍し、イタリアのブレシアで過ごしながらスクーデリア・イタリアが使用するダラーラ・BMS188を設計した。その後、復帰参戦を決めたブラバムのマネージャー、ハービー・ブラッシュから1988年オーストラリアグランプリの時にブラバムの89年用マシン・BT58のデザインを依頼された。リンランドはイギリス・チェシントンにあるブラバムのファクトリーで何の制約も無く、1から自由に設計する権限を与えられた。
この時には89年のブラバムが金曜朝に行われる予備予選からの参加になる事がわかっていたので、リンランドはまず完走能力を重要視し、シーズン折返し時に予定されていた予備予選出場チームの入れ替えで確実に抜け出せるよう、シーズン序盤に6位以内に入りポイント獲得できるシンプルなマシンを作ることを第一に考えた。
シーズンが始まると、予備予選では他チームとの格の違いを見せつけた。第3戦モナコGPではマーティン・ブランドルが予選4位を獲得し、決勝ではステファノ・モデナが3位、ブランドルが6位とダブル入賞。モデナ自身初及びチームにとって2年振りの表彰台獲得となった。このポイント獲得により、後半戦は予備予選を免除されリンランドの設計当初の目論みは達成された。モデナはその後のレースでも予選シングルグリッドに食い込み、才能をアピールした。
ジャッドV8エンジンについてリンランドは「その時のブラバムが入手できるエンジンの中では最高の物だったろうと思う。当初は温度上昇の問題があったが、解決できて決勝での完走が増えたしおおむね満足できた」と述べている。
1990年は序盤2戦をBT58で戦い、第3戦から後継のBT59にスイッチした。

### BT58Y
ブラバムは1990年3月、翌1991年シーズンからヤマハV12エンジンを搭載する複数年契約を結び公式発表していた。1990年のシーズン中に、実戦で使用されなくなったBT58が日本へと送られ、翌シーズンに備えてエンジンをヤマハ・OX88（V8エンジン）に載せ換えてのテスト走行が片山右京、小河等により行われた。

## スペック

### シャーシ
- シャーシ名 BT58
- ホイールベース 2,806mm
- 前トレッド 1,803mm
- 後トレッド 1,676mm
- クラッチ AP
- ブレーキキャリパー ブラバム
- ブレーキディスク・パッド AP
- タイヤ ピレリ
- ギヤボックス 6速

### エンジン
- エンジン名 ジャッドCV
- 気筒数・角度 V型8気筒・90度
- 排気量 3,496cc
- スパークプラグ チャンピオン
- 燃料・潤滑油 エルフ

## F1における全成績
(key) （太字はポールポジション）
| 年     | シャシー      | エンジン                    | タイヤ | No | ドライバー | 1   | 2   | 3   | 4   | 5   | 6    | 7    | 8   | 9   | 10  | 11  | 12  | 13  | 14  | 15  | 16  | ポイント | 順位 |
| ------ | ------------- | --------------------------- | ------ | -- | ---------- | --- | --- | --- | --- | --- | ---- | ---- | --- | --- | --- | --- | --- | --- | --- | --- | --- | -------- | ---- |
| 1989年 | ブラバム BT58 | ジャッド CV V8, 3.5リッター | P      |    |            | BRA | SMR | MON | MEX | USA | CAN  | FRA  | GBR | GER | HUN | BEL | ITA | POR | ESP | JPN | AUS | 8        | 8位  |
| 1989年 | ブラバム BT58 | ジャッド CV V8, 3.5リッター | P      | 7  | ブランドル | Ret | Ret | 6   | 9   | Ret | DNPQ | DNPQ | Ret | 8   | 12  | Ret | 6   | 8   | Ret | 5   | Ret | 8        | 8位  |
| 1989年 | ブラバム BT58 | ジャッド CV V8, 3.5リッター | P      | 8  | モデナ     | Ret | Ret | 3   | 10  | Ret | Ret  | Ret  | Ret | Ret | 11  | Ret | EX  | 14  | Ret | Ret | 8   | 8        | 8位  |
| 1990年 | ブラバム BT58 | ジャッド EV V8, 3.5リッター | P      |    |            | USA | BRA | SMR | MON | CAN | MEX  | FRA  | GBR | GER | HUN | BEL | ITA | POR | ESP | JPN | AUS | 2        | 9位  |
| 1990年 | ブラバム BT58 | ジャッド EV V8, 3.5リッター | P      | 7  | フォイテク | Ret | Ret |     |     |     |      |      |     |     |     |     |     |     |     |     |     | 2        | 9位  |
| 1990年 | ブラバム BT58 | ジャッド EV V8, 3.5リッター | P      | 8  | モデナ     | 5   | Ret |     |     |     |      |      |     |     |     |     |     |     |     |     |     | 2        | 9位  |

## 参照
1. ↑  “STATS F1 - Brabham BT58”.   Statsf1.com. 2010年8月23日閲覧。
2. 1 2 3  快進撃ブラバムを支えるデザイナーの自信 セルジオ・リンランド  グランプリ・エクスプレス 1989年カナダGP号 14-15頁 山海堂 1989年7月8日発行
3. ↑  予備予選から抜け出せ!  グランプリ・エクスプレス 1989年アメリカGP 12-13頁 1989年6月24日発行
4. ↑  小河等が鈴鹿でブラバムのテスト走行を担当。これは本来テスト担当である片山右京が全日本F3000でポイントリーダーとなり欠席したため。 グランプリ・エクスプレス 1991年ハンガリーGP 47頁 山海堂 1991年9月4日発行